# Leonid (Łobaczow)
Leonid, imię świeckie Ilja Christoforowicz Łobaczow (ur. 1896 w Czornych Griazach, zm. 26 lipca 1967 w Moskwie) – rosyjski biskup prawosławny. 

## Życiorys
W 1916, po ukończeniu szkoły handlowej w Moskwie, wstąpił jako posłusznik do Monasteru Czudowskiego, zaś w 1918 został przeniesiony do Monasteru Nowospasskiego. W monasterze pełnił obowiązki kanonarchy. W 1925 złożył wieczyste śluby mnisze przed biskupem rybińskim Serafinem, przyjmują imię Leonid. W tym samym roku został wyświęcony na hierodiakona, zaś 14 lipca na hieromnicha, przyjmując święcenia kapłańskie z rąk metropolity krutickiego i kołomieńskiego Piotra. Pracę duszpasterską prowadził w Rybińsku, a następnie w innych parafiach eparchii jarosławskiej i rostowskiej. W 1930 otrzymał godność archimandryty. 
W czasie II wojny światowej walczył w Armii Czerwonej, w 1943 odniósł ranę. Został odznaczony orderami "Za dzielność", "Za zasługi bojowe", "Za obronę Moskwy", "Za obronę Stalingradu", "Za zdobycie Budapesztu", "Za zdobycie Wiednia", "Za zwycięstwo nad Niemcami" oraz Orderem Czerwonej Gwiazdy. 
Po zakończeniu wojny podjął ponownie służbę duszpasterską. Służył w cerkwi Zmartwychwstania Pańskiego na Cmentarzu Wagankowskim w Moskwie, następnie w przedstawicielstwie Patriarchatu Antiochii przy Rosyjskim Kościele Prawosławnym. Od 1948 do 1950 był kierownikiem rosyjskiej misji prawosławnej w Jerozolimie, następnie proboszczem cerkwi św. św. Adriana i Natalii i Moskwie i cerkwi św. Pimena w tym samym mieście. 7 czerwca 1953 w soborze Objawienia Pańskiego w Moskwie miała miejsce jego chirotonia na biskupa astrachańskiego i stalingradzkiego. Po roku został przeniesiony na katedrę penzeńską i sarańską. W 1960 został biskupem kałuskim i borowskim, po trzech latach - iwanowskim i kineszemskim, zaś od 1965 do śmierci w 1967 sprawował urząd biskupa charkowskiego i bohoduchowskiego. Uroczystości pogrzebowe zmarłego w Moskwie hierarchy prowadził w cerkwi św. św. Adriana i Natalii arcybiskup talliński i estoński Aleksy. Duchowny został pochowany na Cmentarzu Babuszkińskim w Moskwie. 